# A Valan International An–26-os repülőgépének katasztrófája 2017-ben
2017. október 14-én a moldáv Valan International Cargo Charter An–26–100 típusú teher- és utasszállító repülőgépe Elefántcsontpart fővárosában, Abidjanban a Félix Houphouët-Boigny repülőtérről történt felszállását követően lezuhant. A gép fedélzetén tartózkodó 10 fő közül négy életét vesztette.

## A repülőgép
A katasztrófát szenvedett An–26–100 típusú szállító repülőgépet 1975-ben gyártotta a kijevi AVIANT repülőgépgyár. ER-AVB lajstromjellel a chișinăui székhelyű Valan International Cargo Charter légitársaság üzemeltette.

## A baleset jellemzői
A repülőgép Barkhan-műveletben részt vevő francia csapatok számára végzett szállítási feladatot. Röviddel az Abidjan repülőteréről történt felszállást követően, helyi idő szerint 8:30-kor a tengerpartra zuhant. A balesetben a repülőgép két részre tört. A hatfős moldovai személyzetből négy személy életét vesztette. A fedélzeten tartózkodó négy, a Francia Hadsereg kötelékébe tartozó utas sérüléseket szenvedett. A baleset idején a térségben vihar volt.